# Leszek Malczewski
Leszek Malczewski herbu Tarnawa (ur. 23 sierpnia 1879 w Tarnopolu, zm. po 1 września 1939 ?) – polski architekt, dyplomata i urzędnik konsularny II Rzeczypospolitej.

## Życiorys
Pochodził z rodziny ziemiańskiej. Syn Juliusza i Julii Dzierżanowskiej. Właściciel majątku ziemskiego Zaścianka w powiecie tarnopolskim. Wyższe studia odbył na Politechnice Lwowskiej, Uniwersytecie Technicznym w Monachium i Technicznej Szkole Wyższej w Dreźnie, uzyskując dyplom inżyniera architekta. W Paryżu studiował nauki polityczne i ekonomiczne.
Podczas I wojny światowej pracował w Radzie Nadzorczej Centralnej Agencji Polskiej w Lozannie. 30 maja 1919 wstąpił do służby dyplomatycznej odrodzonego państwa polskiego, mianowany na sekretarza legacyjnego poselstwa RP w Pradze, następnie radca poselstwa. Od 27 lipca 1921 do 1 lutego 1922 radca poselstwa RP w Bernie. 1 lutego 1922 powrócił do Pragi, gdzie wobec nieobecności posła Erazma Piltza i nieobjęcia placówki przez Zygmunta Lasockiego kierował poselstwem jako chargé d'affaires ad interim do 1 stycznia 1923. Od 1 sierpnia 1923 do 1927 konsul generalny RP w Monachium. 1 kwietnia 1927 mianowany posłem RP w Oslo; misję pełnił do 16 czerwca 1931. 1 września 1931 został przeniesiony w stan nieczynny, zaś 1 marca 1932 w stan spoczynku.
Dalsze losy nieznane; prawdopodobnie ofiara agresji ZSRR na Polskę we wrześniu 1939.